# Sla (geslacht)
Sla of latuw (Lactuca) is een geslacht van planten uit de composietenfamilie (Asteraceae). De meest gekweekte vertegenwoordiger is de als bladgroente gecultiveerde sla, maar daarnaast bestaan er nog vele tientallen, doorgaans wilde, soorten.
De planten kunnen eenjarig, tweejarig of overblijvend zijn en kunnen variëren in grootte tussen de tien en 180 centimeter. De bloemen zijn geel of bruin-paars. Het geslacht omvat kruiden, die over geheel Europa, langs de kusten van de Middellandse Zee, over Midden-Azië en Noord-Amerika verspreid zijn. 
De stengels van opgeschoten planten bevatten een melkwit vocht, lactucarium, dat triterpenoïde alcohol bevat. Deze stof werkt kalmerend en is slaapverwekkend. Met name gifsla wordt hiervoor speciaal gekweekt. Het melksap wordt gedroogd en tot poeder verwerkt en als natuurlijk medicijn verkocht. Bij het eten van gewone sla in normale hoeveelheden wordt te weinig van deze stof in het lichaam opgenomen om merkbaar te zijn.

## Soorten in België en Nederland
- Blauwe sla (L. perennis)
- Wilgsla (L. saligna)
- Sla (L. sativa)
- Kompassla of wilde latuw (L. serriola of L. scariola)
- Gifsla (L. virosa)
- Muursla (L. muralis), ook bekend als Mycelis muralis
- Strandsla (L. tatarica) (adventief)